# Oncești (okręg Alba)
Oncești – wieś w Rumunii, w okręgu Alba, w gminie Mogoș. W 2011 roku liczyła 9 mieszkańców.